# Sacra Conversazione

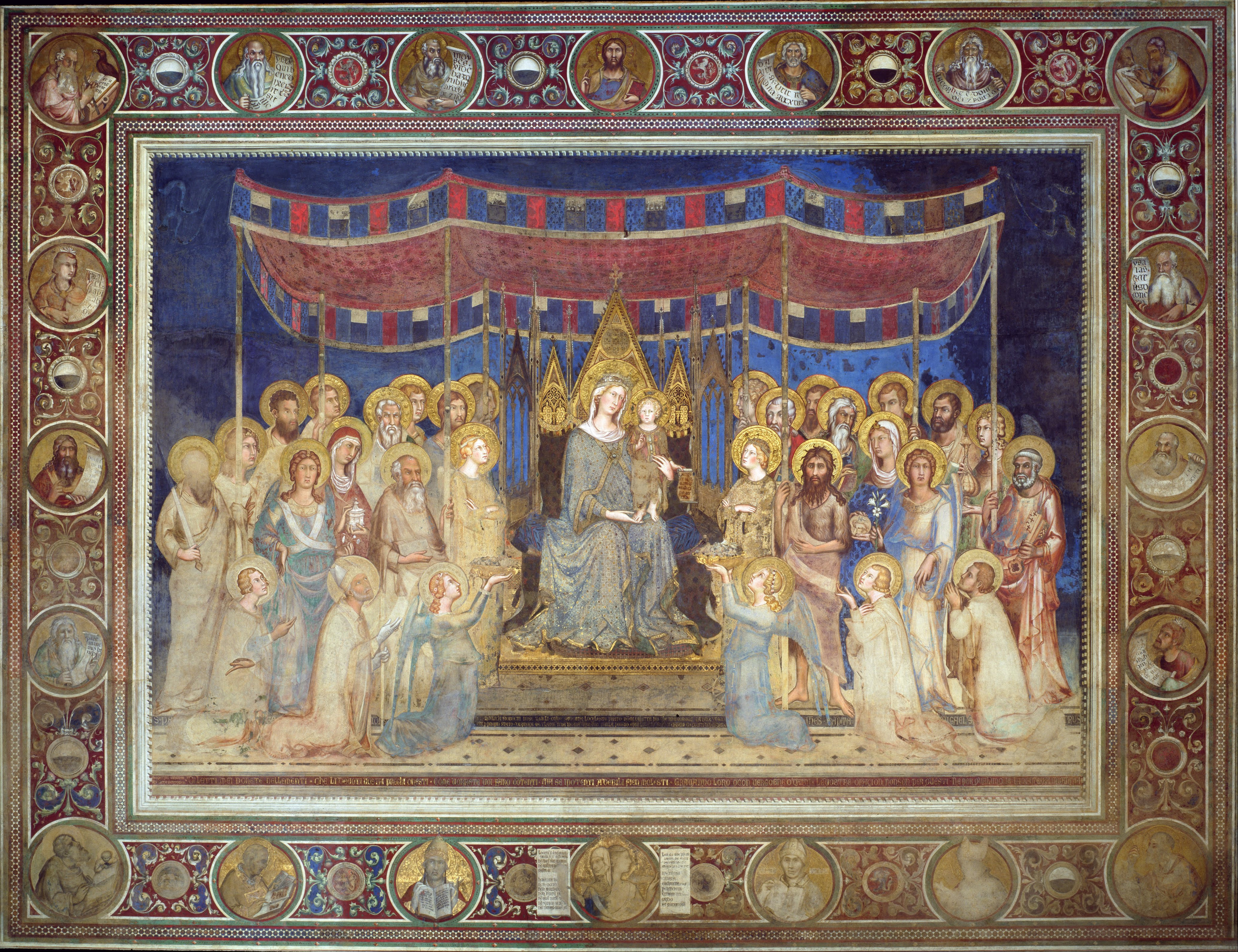
Simone Martini: Maestà, 1315

Sacra conversazione oder Santa conversazione (italienisch für „heilige Unterhaltung/Unterredung“) ist ein im 19. Jahrhundert eingeführter Begriff für die Darstellung der thronenden Madonna mit dem Jesusknaben in Gesellschaft mit Heiligen.

## Begriff
Im Unterschied zur verbreiteten Bildform eines Polyptychons, wo jeder Figur auf den Seitentafeln ein eigener Raum zugeordnet wird, befinden sich die Teilnehmer einer Sacra Conversazione in einem einheitlichen Bildraum. „Die Bezeichnung ‚Sacra Conversazione‘ suggeriert ein Gespräch, das in Bildern gar nicht stattfindet. Sie ist ein Missverständnis des neunzehnten Jahrhunderts. Vor fünfhundert Jahren sprach man, nüchterner, von ‚Madonnen mit Heiligen‘. Wenn dialogische Züge ins Spiel kommen, dann weniger im Bilde selbst als im Verhältnis der dargestellten Personen zum Betrachter.“

## Geschichte
Dieser Bildtypus der kunsthistorischen Ikonografie hat sich in Italien seit dem Trecento herausgebildet und geht auf frühere Maestà-Darstellungen zurück. Fra Angelicos Annalena-Altar mit der thronenden Madonna und je drei Heiligen zu beiden Seiten gilt als erste bekannte rechteckige Altartafel der Renaissance im Sinne einer Sacra Conversazione. Im Venedig des 16. Jahrhunderts entstanden hervorragende Beispiele dieses Bildtyps, der sich aber auch im übrigen Italien durchsetzte. Beispielgebend für Venedig waren Giorgiones Pala von Castelfranco und Giovanni Bellinis Altarbild aus San Giobbe in Venedig.
Beispiele von derartigen Bildern, die nördlich der Alpen entstanden sind, sind eher selten. Ähnliche Bildtypen sind in den Niederlanden die Virgo inter virgines (lateinisch für „Jungfrau unter Jungfrauen“) und vor allem im rheinischen Raum die Maria im Paradiesgarten.

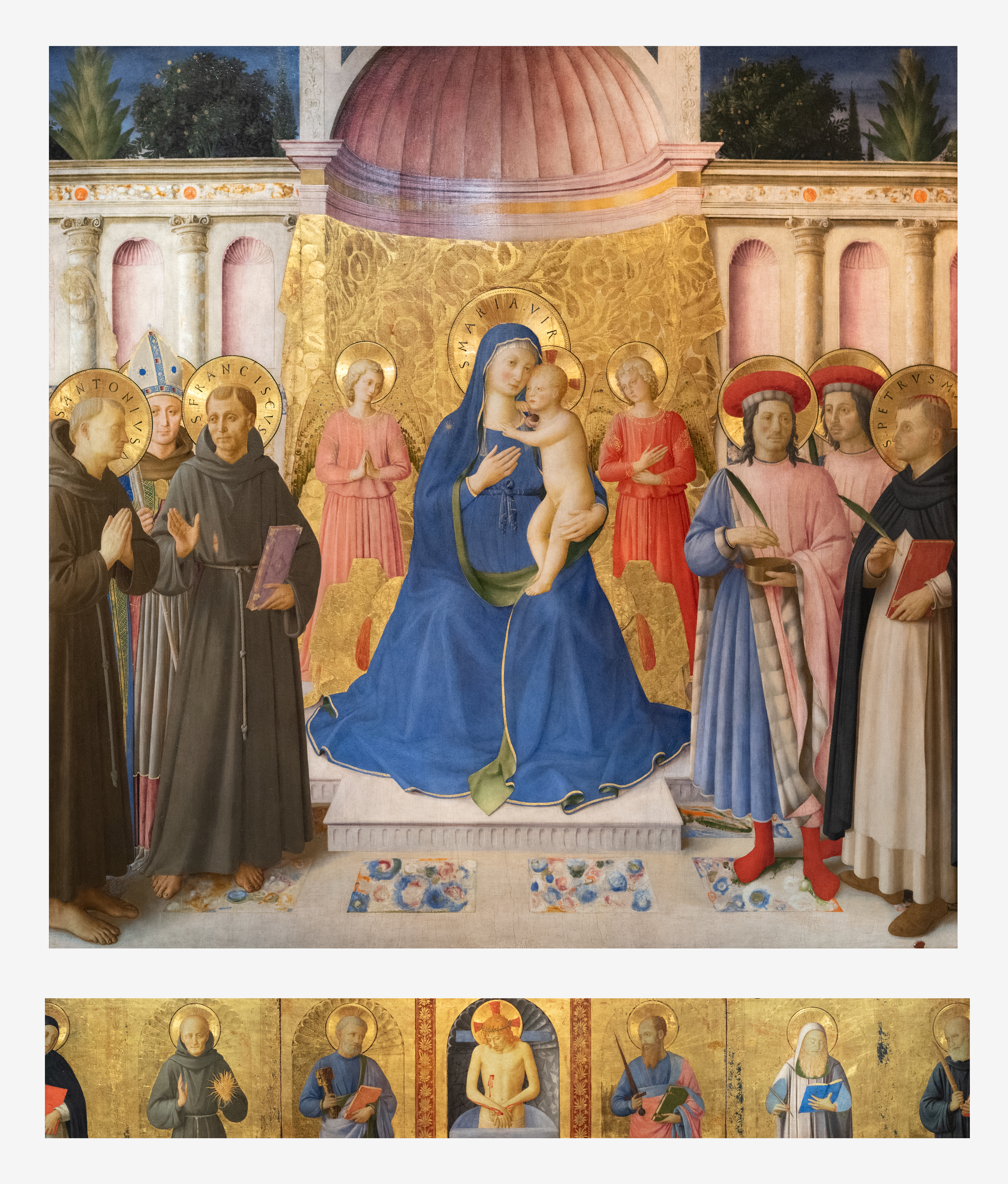
Fra Angelico: Pala von Bosco ai Frati, um 1450, Museo di San Marco, Florenz
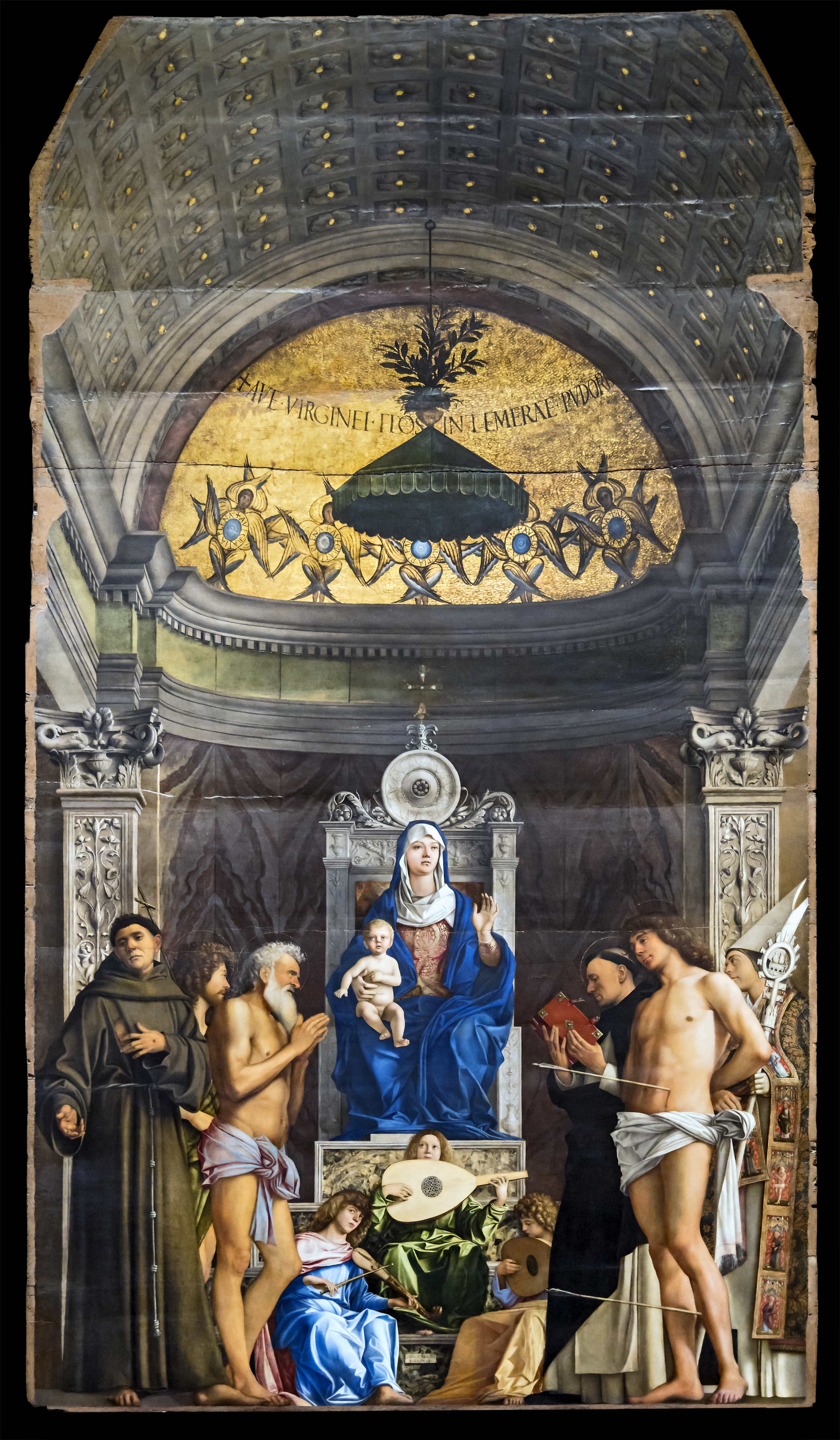
Giovanni Bellini: Pala di San Giobbe, Venedig, 1487–88, Gallerie dell'Accademia, Venedig
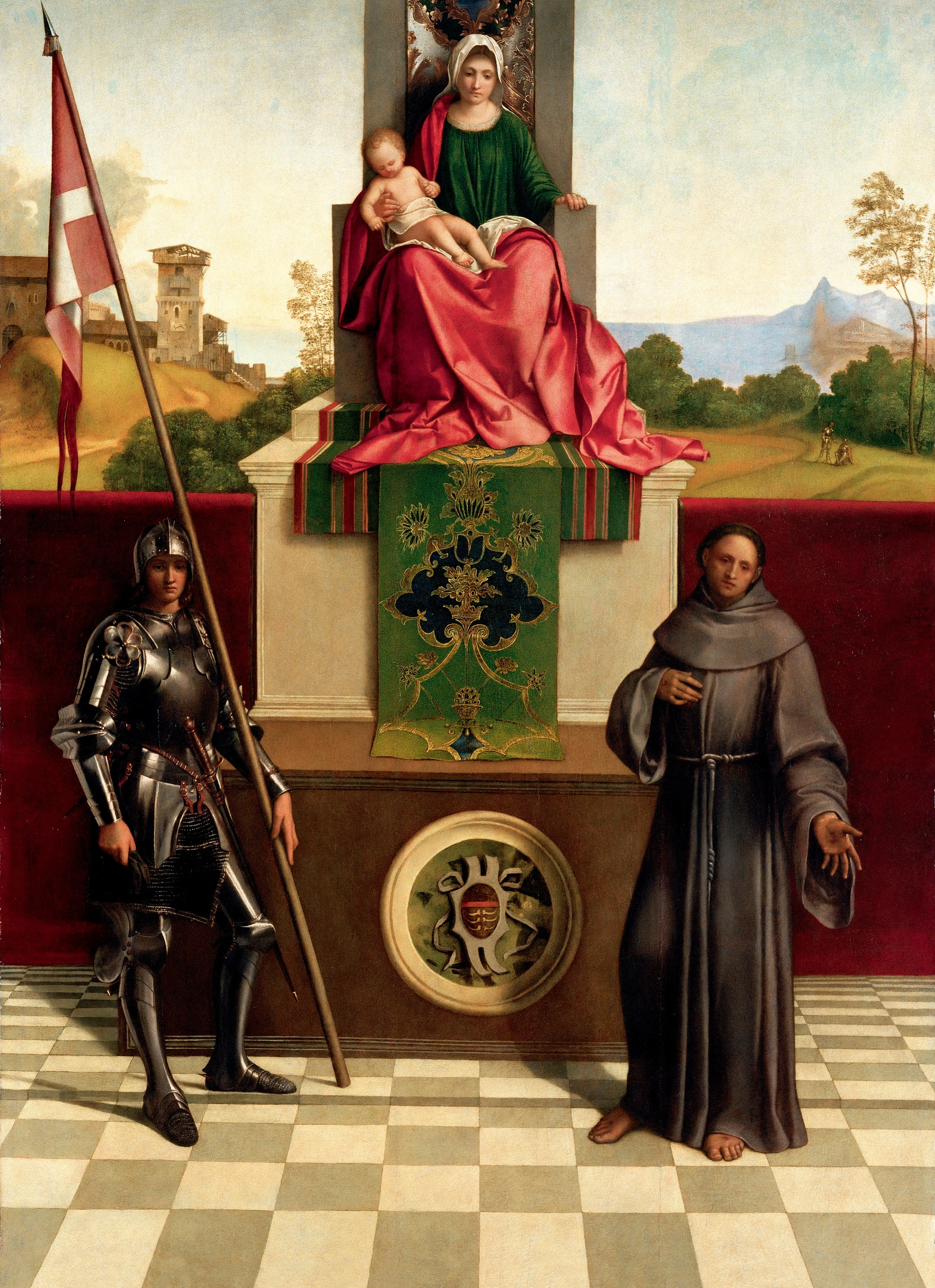
Giorgione: Pala von Castelfranco, 1505
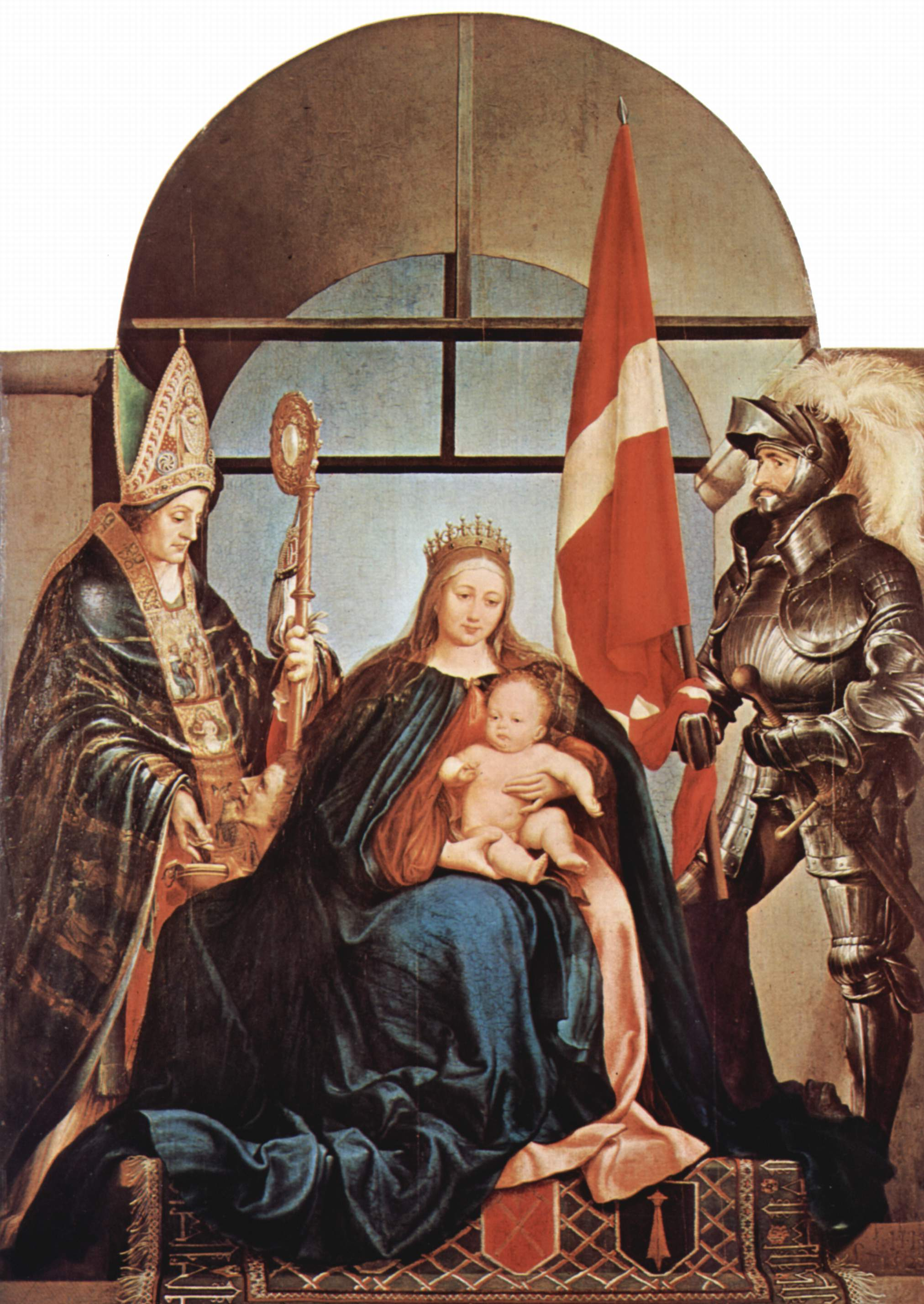
Hans Holbein der Jüngere: Solothurner Madonna, 1522
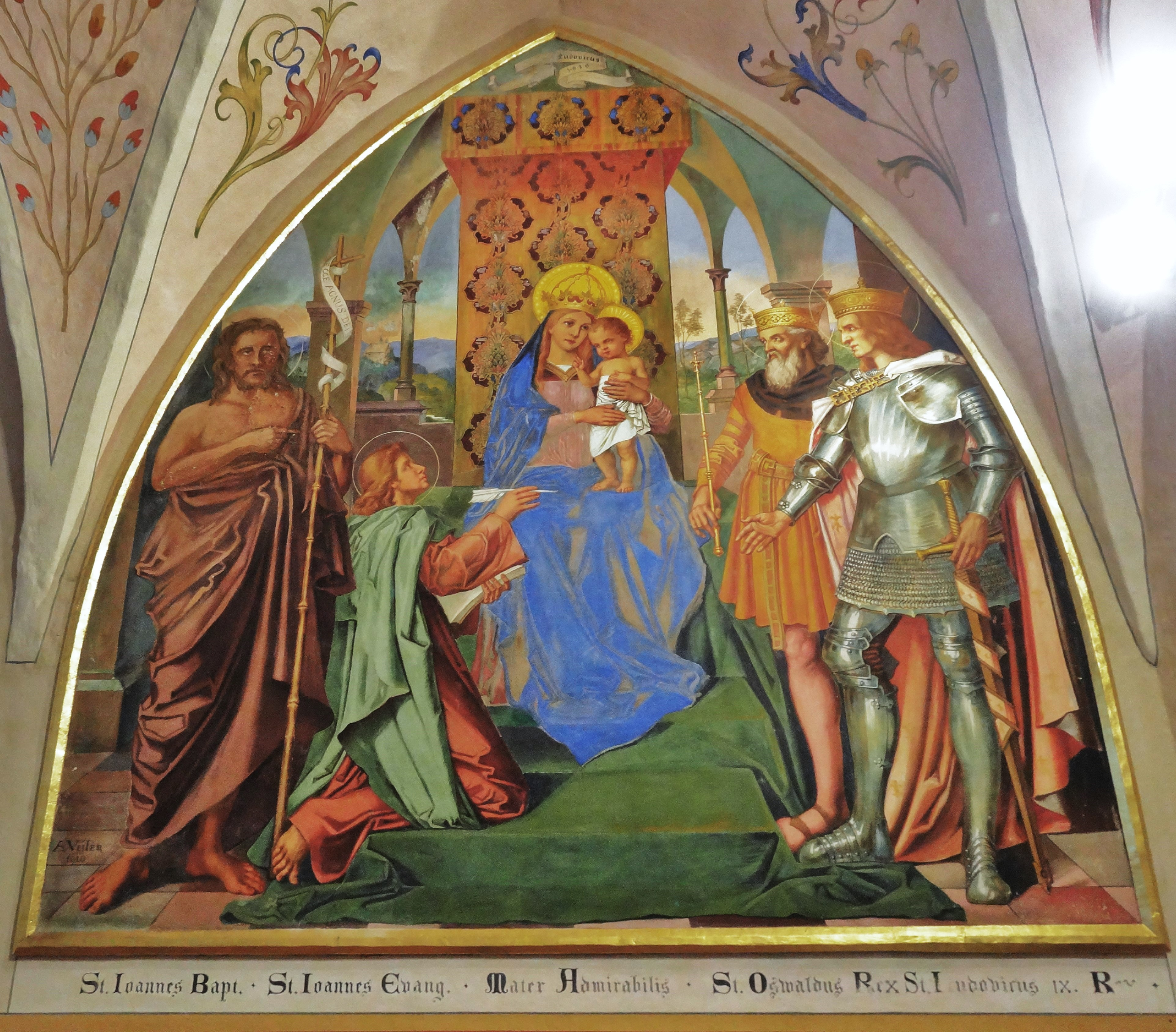
Sacra Conversazione in der Flattnitzer Kirche von August Veiter 1910